# Melanocharacidium compressus
Melanocharacidium compressus és una espècie de peix de la família dels crenúquids i de l'ordre dels caraciformes.

## Morfologia
- Els mascles poden assolir 3,1 cm de llargària total.[5]

## Hàbitat
Viu en zones de clima tropical.

## Distribució geogràfica
Es troba a Sud-amèrica: conca del riu Orinoco entre Puerto Ayacucho i el riu Casiquiare a Veneçuela.